# Patrik Jensen
Patrik Jensen (Linköping, Sverige) er guitarist i thrash metal-bandet The Haunted, og har været det siden 1996. Ligeledes er han medlem af et andet svensk band ved navn Witchery, og har været det siden 1997.
Jensen begyndte med at spille guitar da han var seksten år gammel og er selvlært.[kilde mangler]

## Diskografi

### Med Seance
- 1991: Levitised Spirit
- 1992: Fornever Laid to Rest
- 1993: Saltrubbed Eyes

### Med The Haunted
- 1997: Demo '97
- 1998: The Haunted
- 2000: The Haunted Made Me Do It
- 2001: Live Rounds In Tokyo
- 2002: Caught on Tape
- 2003: One Kill Wonder
- 2004: rEVOLVEr
- 2006: The Dead Eye

### Med Witchery
- 1998: Restless & Dead
- 1999: Witchburner (EP)
- 1999: Dead, Hot and Ready
- 2001: Symphony for the Devil
- 2006: Don't Fear the Reaper

## Bands

### Nuværende bands
- The Haunted (1996-)
- Witchery (1997-)

### Forrige bands
- 1987 – 1990: Orchriste
- 1990 – 1995: Seance
- 1994 – 1996: Satanic Slaughter